# Романов, Константин Михайлович
Константин Михайлович Романов (14 марта 1985, Москва) — российский и казахстанский хоккеист, нападающий.

## Биография
Воспитанник московского «Динамо». Начал профессиональную карьеру в 2004 году в составе «Динамо». В своём первом же сезоне стал чемпионом страны, в 2006 году вместе с командой завоевал Кубок европейских чемпионов. Всего в составе «Динамо» провёл 144 матча, в которых набрал 34 (16+18) очка.
Летом 2008 года руководство московского клуба отказалось продлевать соглашение с игроком, и Романов подписал контракт с казахстанским «Барысом». Из-за постоянных травм колена смог дебютировать в составе клуба лишь спустя год.

### В сборной
В составе сборной Казахстана, за которую он получил право выступать после принятия казахстанского гражданства, Константин Романов принимал участие в чемпионате мира в первом дивизионе 2011 года, на котором казахи завоевали путёвку в элитный дивизион, а сам Константин набрал 3 (1+2) очка в 5 проведённых матчах.

## Достижения
- Чемпион России 2005.
- Обладатель Кубка европейских чемпионов 2006.

## Статистика выступлений
Последнее обновление: 1 октября 2011 года
|                 |                 |                 | Регулярный сезон | Регулярный сезон | Регулярный сезон | Регулярный сезон | Регулярный сезон | Регулярный сезон | Плей-офф | Плей-офф | Плей-офф | Плей-офф | Плей-офф | Плей-офф |
| Сезон           | Команда         | Лига            | Игр              | Г                | П                | Очк              | +/-              | Штр              | Игр      | Г        | П        | Очк      | +/-      | Штр      |
| --------------- | --------------- | --------------- | ---------------- | ---------------- | ---------------- | ---------------- | ---------------- | ---------------- | -------- | -------- | -------- | -------- | -------- | -------- |
| 2004/05         | Динамо Мск      | Суперлига       | 27               | 3                | 2                | 5                | +6               | 6                | 4        | 0        | 0        | 0        | --       | 0        |
| 2005/06         | Динамо Мск-2    | Первая лига     | 1                | 0                | 0                | 0                | --               | 2                | —        | —        | —        | —        | —        | —        |
| 2005/06         | Динамо Мск      | Суперлига       | 41               | 6                | 6                | 12               | -3               | 10               | 2        | 0        | 0        | 0        | --       | 0        |
| 2006            | Динамо Мск      | КЕЧ             | 3                | 0                | 0                | 0                | --               | 0                | —        | —        | —        | —        | —        | —        |
| 2006/07         | Динамо Мск      | Суперлига       | 33               | 5                | 5                | 10               | -2               | 8                | 3        | 1        | 0        | 1        | --       | 0        |
| 2007/08         | Динамо Мск      | Суперлига       | 28               | 1                | 5                | 6                | +4               | 6                | 2        | 0        | 0        | 0        | -1       | 0        |
| 2009/10         | Барыс           | КХЛ             | 19               | 3                | 0                | 3                | -6               | 10               | 2        | 1        | 0        | 1        | --       | 0        |
| 2010/11         | Барыс           | КХЛ             | 40               | 3                | 3                | 6                | -11              | 16               | —        | —        | —        | —        | —        | —        |
| 2011/12         | Барыс           | КХЛ             | —                | —                | —                | —                | —                | —                | —        | —        | —        | —        | —        | —        |
| Всего в КХЛ     | Всего в КХЛ     | Всего в КХЛ     | 59               | 6                | 3                | 9                | -17              | 26               | 2        | 1        | 0        | 1        | --       | 0        |
| Всего в карьере | Всего в карьере | Всего в карьере | 192              | 21               | 21               | 42               | -12              | 58               | 13       | 2        | 0        | 2        | -1       | 0        |

### Международная
| Турнир       | Место | Игр | Г | П | Очк | +/- | Штр |
| ------------ | ----- | --- | - | - | --- | --- | --- |
| ЧМ-2011 (Д1) | 1     | 5   | 1 | 2 | 3   | +4  | 0   |